# Забельский кряж
Забельський кряж — поперечний гористий поріг у Середньогорсько-Подбалканському регіоні Софії, між Софійською та Бурельською долинами.
Гірський хребет Залебський кряж піднімається між Софійською долиною на сході та Бурелською котловиною на заході, з'єднуючи Чепунську гірку з кряжем Три Уші на  Старих Планинах з горою Вискяр. Він простягається з півночі на південь-південний схід близько 10 км, а  ширина досягая до 2 км.  Піднесення є вододілом між водозбірними басейнами Нішави та Іскира, відповідно Габерською  рікою і річкою Сливнишкою.
Має широкий і плоский хребет з похилими схилами і складений з верхньокрейдових пірокластичних порід.  Сильно збезлісений піддається ерозії.
У північній частині  у сідловині, що з'єднуює Чепунською гірку та кряж Три уші, розташоване місто Драгоман.  У західній частині схилу є села Бахалин, Драготинці, Повалириж і Чуковезер, а на і східній - Бирложниця та  Ізвор.
У сідловині, що з'єднує  гору Чепун із кряжем Три Уши, недалеко від міста Драгоман проходить ділянка автомобільної дороги державної мережі - КПП «Калотина» - Софія - Пловдів - КПП «Капітан - Андрієво» і паралельно - ділянкА залізничної лінії Белград - Софія - Стамбул.

## Топографічна карта
- Аркуш карти K-34-46. Масштаб: 1 : 100 000. (рос.) Зазначити дату випуску/стану місцевості.